# 少ヶ野信号場

構内配線図　A:焼石　B:下呂

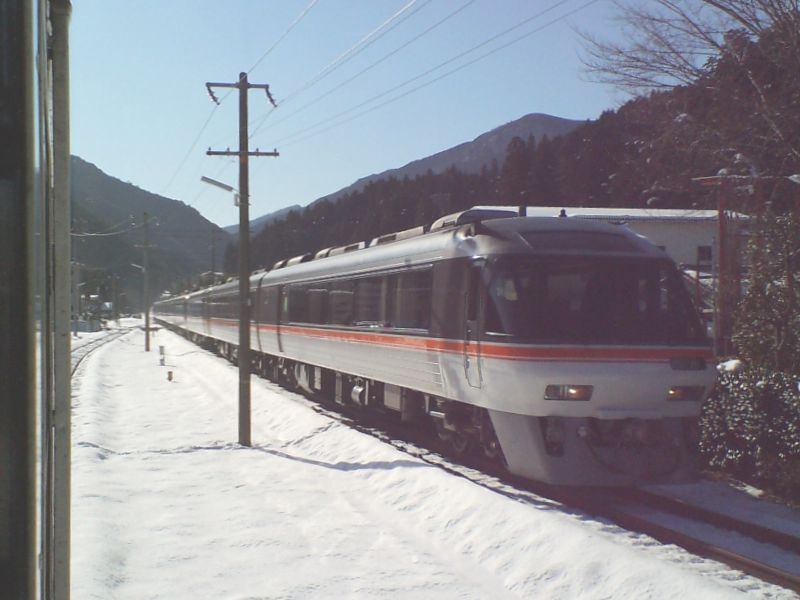
少ヶ野信号場（焼石方）

少ヶ野信号場（しょうがのしんごうじょう）は、岐阜県下呂市少ケ野にある、東海旅客鉄道（JR東海）高山本線の信号場である。

## 歴史
- 1952年（昭和27年）8月5日：少ヶ野信号場として開設[1]。
- 1953年（昭和28年）4月1日：貨物駅に昇格、少ヶ野駅となる[1]。
- 1973年（昭和48年）4月20日：信号場に降格、再び少ヶ野信号場となる[1]。
- 1987年（昭和62年）4月1日：国鉄分割民営化によりJR東海が継承[1]。

## 構造
焼石駅より下呂駅方向に約10.9kmにある2線の単線行き違い型信号場。
本線・副本線とも双方向に出発信号機を備えた一線スルー構造となっている。かつては貨物駅であり、現在も当時の面影がそのまま残っている。

## 周辺
- 下呂市立下呂中学校
- ハウテック

## 隣の施設
東海旅客鉄道（JR東海）
CG 高山本線
焼石駅 - 少ヶ野信号場 - 下呂駅 (CG16)